# Party of Five (serie televisiva 2020)
Party of Five è una serie televisiva statunitense creata da Amy Lippman e Christopher Keyser per l'emittente Freeform e basata sull'omonima serie Fox del 1994. 
Party of Five è stata presentata in anteprima l'8 gennaio 2020 e la sua prima stagione è composta da 10 episodi. Nell'aprile 2020, la serie è stata cancellata dopo una sola stagione.

## Trama
La serie segue le vicende dei cinque ragazzi Acosta mentre affrontano le difficoltà quotidiane dopo che i loro genitori sono stati deportati in Messico.

## Produzione

### Sviluppo
Nel settembre 2017, venne dato l'annuncio che Christopher Keyser e Amy Lippman stavano sviluppando un reboot della loro serie Fox del 1994 Cinque in famiglia per la Sony Pictures Television. Nel settembre 2018, la Freeform ha ufficialmente ordinato il pilot della serie e le riprese della serie sono iniziate il 4 febbraio 2019. Il 17 aprile 2020, Freeform ha cancellato la serie dopo una sola stagione.

### Casting
Nell'ottobre 2018, Brandon Larracuente è stato scelto per il ruolo di Emilio Buendía, Emily Tosta per quello di Lucia Buendía, Niko Guardado per quello di Beto Buendía ed Elle Paris Legaspi per quello di Valentina Buendía. Il nome della famiglia è stato successivamente cambiato da Buendía ad Acosta.

### Riprese
Le riprese si sono svolte a Santa Clarita, in California. La produzione è stata brevemente interrotta nell'ottobre 2019 a causa degli incendi in California.

## Distribuzione
La serie, composta da 10 episodi, è stata presentata in anteprima l'8 gennaio 2020.

## Episodi
| Stagione       | Episodi | Prima TV originale | Prima TV Italia |
| -------------- | ------- | ------------------ | --------------- |
| Stagione unica | 10      | 2020               | Inedita         |